# Gred

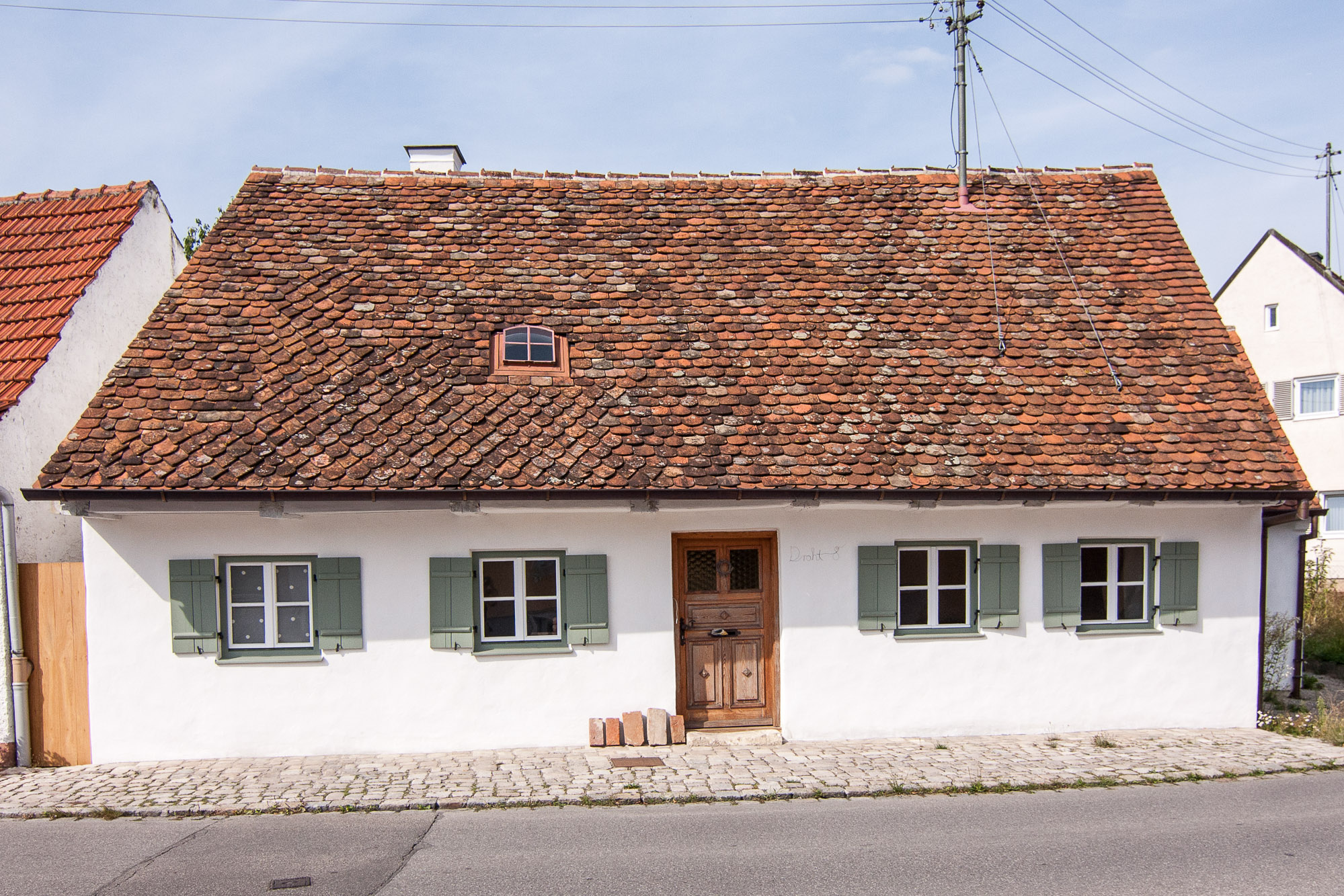
Weberhäusl in Pfaffenhofen, oberbayerisches Greddachhaus von 1705

Die Gred ist der gepflasterte, meist leicht erhöhte Bereich vor den Hauseingängen. Der früher im bayerischen und österreichischen Sprachraum verwendete Begriff stammt vom lateinischen Wort gradus (Stufe) bzw. dem mittelhochdeutschen Wort „grêde“  ab. Die Gred diente als sauberer Bereich zwischen Haus und schmutzigem Straßen- und Hofraum. Synonym wird der Begriff Gred auch für die auf dem gepflasterten Bereich stehende Bank verwendet. Die Pflasterung besteht häufig aus Granit- oder anderen Natursteinplatten, die auch als Gredplatten bezeichnet werden.
Ein Dach mit (einseitig) vergrößertem Dachüberstand, um die Gred vor Regen zu schützen, wird Greddach genannt. 
In neuerer Bedeutung wird der für den Straßenverkauf von Obst und Gemüse erstellte Aufbau aus Latten und Brettern als Gred bezeichnet.